# USS LST-784
O USS LST-784 foi um navio de guerra norte-americano da classe LST que operou durante a Segunda Guerra Mundial.